# Vader (Washington)
Vader es una ciudad ubicada en el condado de Lewis en el estado estadounidense de Washington. En el año 2000 tenía una población de 590 habitantes y una densidad poblacional de 252,7 personas por km².

## Geografía
Vader se encuentra ubicada en las coordenadas 46°24′5″N 122°57′29″O / 46.40139, -122.95806.

## Demografía
Según la Oficina del Censo en 2000 los ingresos medios por hogar en la localidad eran de $30.750, y los ingresos medios por familia eran $32.188. Los hombres tenían unos ingresos medios de $35.139 frente a los $16.875 para las mujeres. La renta per cápita para la localidad era de $15.481. Alrededor del 23,7% de la población estaban por debajo del umbral de pobreza.